# Shinkichi Tajiri

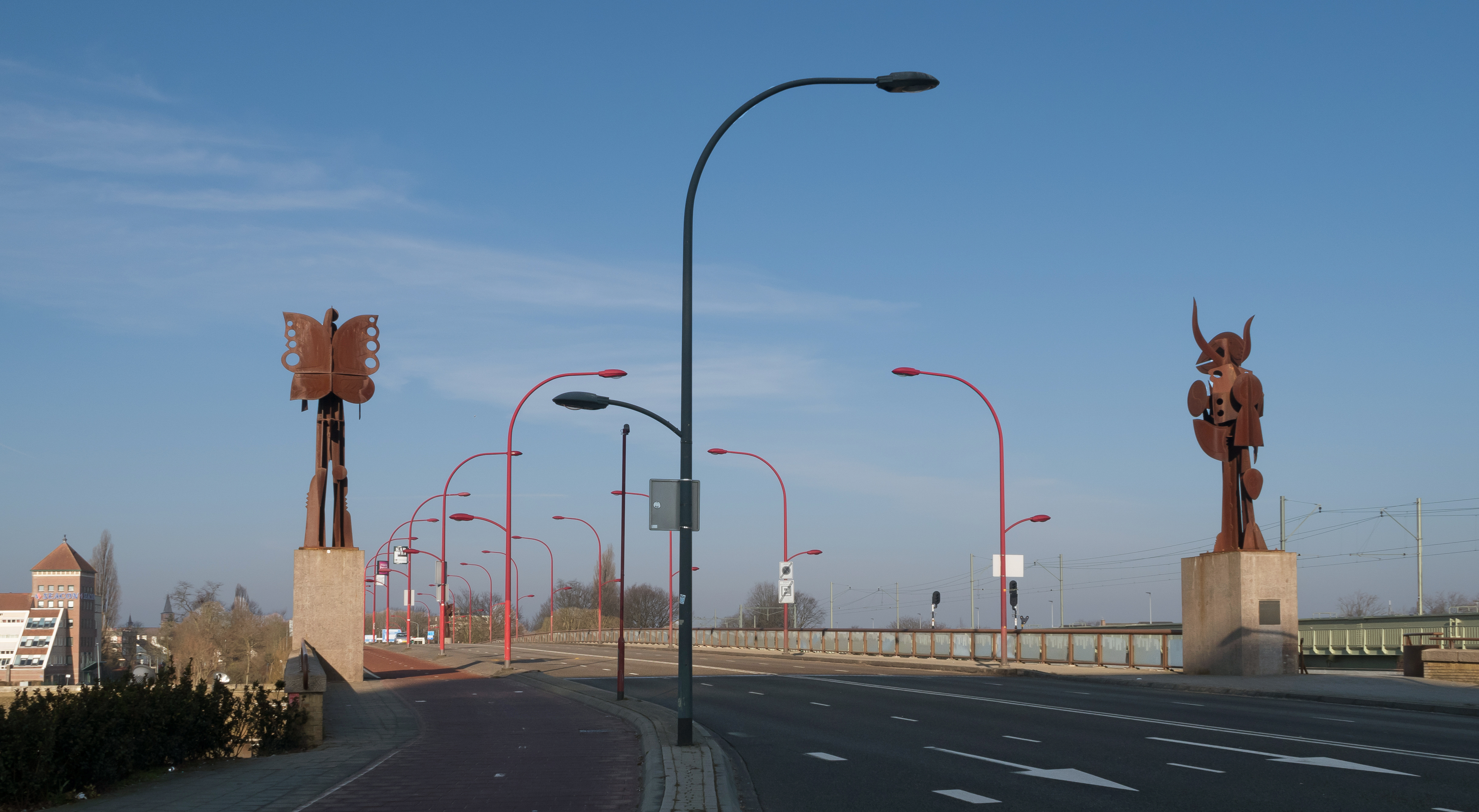
Les sculptures (Twee Brugwachters) en Venlo

Shinkichi Tajiri né le 19 décembre 1923 à Los Angeles, mort le 15 mars 2009 à Baarlo (Limbourg néerlandais), Pays-Bas, est un sculpteur américano-néerlandais d'origine japonaise. Il est aussi peintre, photographe , cinéaste. Il a fait partie du groupe CoBrA, et participé à plusieurs documentas.

## Biographie
En tant que japonais aux États-Unis, il est emprisonné dans un camp après Pearl Harbor. Pour s'en sortir, il s'engage dans l'armée américaine et fait la campagne d'Italie où il est blessé à Rome ce qui lui vaut six mois d'hôpital
Sa carrière commence à Paris où il s'installe en 1948 dans le quartier du Montparnasse. Il complète sa formation à l'atelier Zadkine, puis chez Fernand Léger, et à l'Académie de la Grande Chaumière. Dotremont considère qu'il a atteint le raffinement de l'ignorance. Il expose pour la première fois au salon des Indépendants en 1949 à Paris, où Corneille le remarque. Corneille est particulièrement fasciné par la junk sculpture à laquelle le japonais travaille de 1950 à 1952 sur les berges de la Seine, quai de Javel et dont il ne reste que les photos de Sabine Weiss : Sculpture d'un jour, sur les quais de Seine Paris 1951
En 1949, Tajiri rejoint le groupe Cobra . Il expose lors de la première exposition du groupe expérimental au Stedelijk Museum Amsterdam. Il est également présent dans la revue Cobra Numéro 5 éditée en Allemagne sous la direction de Karl Otto Götz en 1950, qui ne sera publiée que cinq ans plus tard.
Tajiri s'établit ensuite aux Pays-Bas en 1956 où il expose pour la première fois à Voorburg avec Wessel Couzijn et Carel Visser.
Tajiri est invité à participer à Cassel à la documenta 2 (1959), la documenta 3  (1964) et la documenta 4 (1968).
Dotremont écrit dans  L'Arbre et l'Arme, en 1953 : « L'agressivité de Tajiri est à la fois l'expression de notre époque [...] et en même temps riposte à cette époque [...] Que cet homme seul, petit, puisse arracher à la matière ces terribles statues, voilà qui est une victoire sur l'époque, sur l'agressivité de cette époque. Car cette époque n'aime que l'agressivité dont elle est maîtresse à ses propres fins »

## Œuvres commémoratives
Tajiri pour la Bataille de Bruyères:

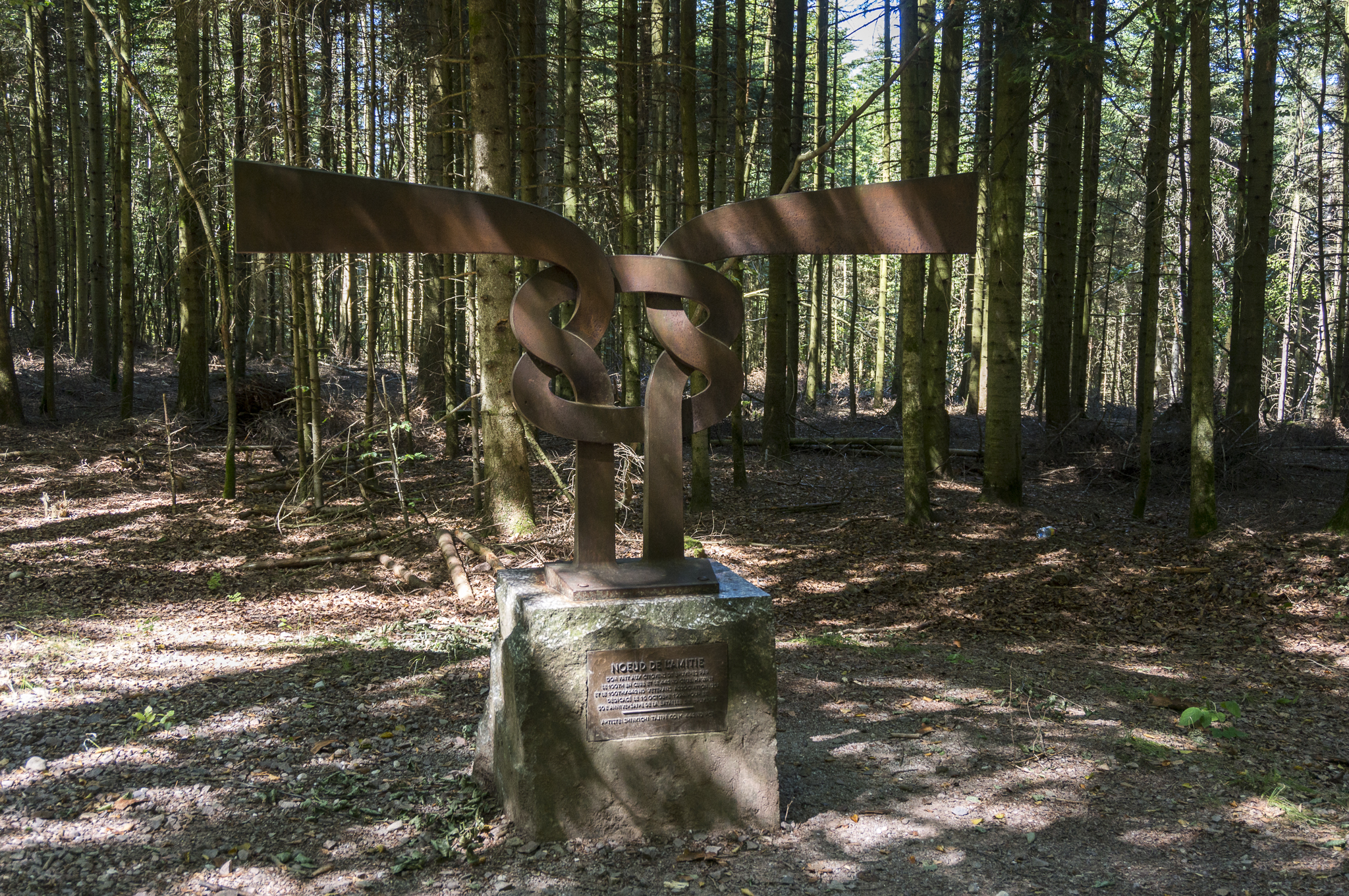
Sculpture commémorative de Sh. Tajiri, 50e anniversaire de la libération de Bruyères

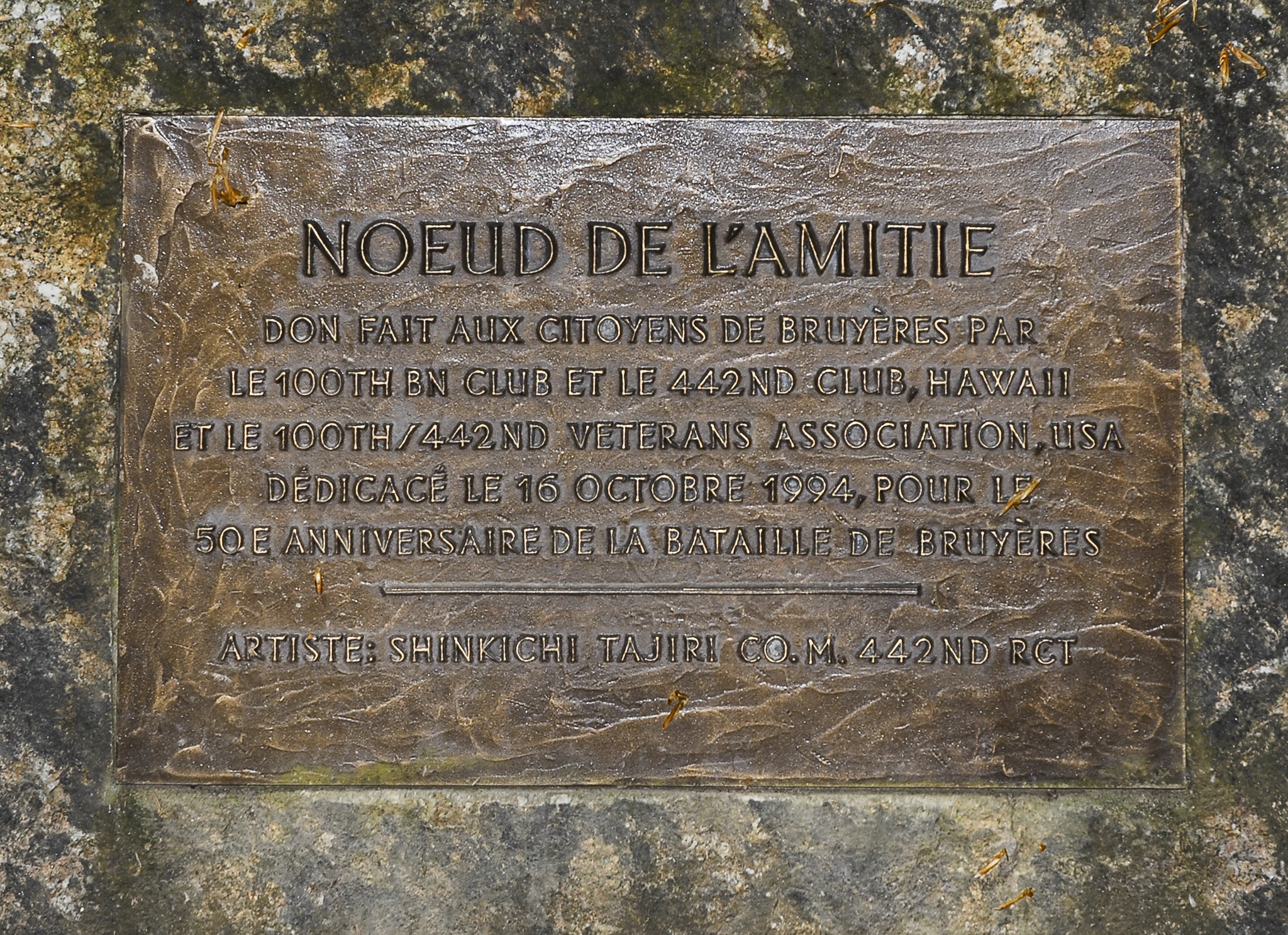
Plaque de la sculpture de Shinkichi Tajiri, "Nœud de l'amitié", 1994, du régiment

## Œuvres dans les musées
Le Rijksmuseum Amsterdam a acheté après sa mort 
- Made in USA 1964[6],
- Made in USA 1972[7],
- Astronaut, 1972 [8].

Le Stedelijk Museum Amsterdam possède aussi des œuvres de Tajiri qui ne sont pas accessibles dans les collections en ligne